# 418

## Догађаји
- Цар Хонорије подмићује Валију, краља Визигота, да поврати Хиспанију у састав Западног римског царства. Његова победа над Вандалима 416. приморава их да се повуку у Баетицу. Визиготска територија у Галији сада се протеже од Гароне до Лоаре и постаје позната као Визиготско краљевство.
- Теодорик I постаје краљ Визигота. Он довршава насељавање у Галији Аквитанији и шири своју војну моћ на југ.
- 28. децембар – Папа Бонифације I наследио Зосима као 42. римски епископ.
- Еулалије је изабран за антипапу Рима. Он у писму цару Хонорију тврди да је признао папу.

## Смрти
- 26. децембар – папа Зосима
- Атака, краљ Алана
- Валија, краљ Визигота